# Bocconia
Bocconia es un género  de plantas herbáceas de  la familia de las papaveráceas. Comprende 20 especies descritas y de estas, solo 11 aceptadas.

## Descripción
Son arbustos a árboles pequeños, con látex amarillo o anaranjado. Hojas grandes, lobadas, dentadas o raramente enteras. Flores en panículas terminales con muchas flores pequeñas; sépalos 2; pétalos ausentes; estambres 12–16, filamentos cortos y finos, anteras alargadas. Cápsula lisa, 2-valvada, estipitada, dehiscente desde la base; semilla 1, con arilo pulposo en la base.

## Distribución
Un género de América tropical con 11 especies, alcanzando desde México hasta Argentina; 2 especies conocidas en Nicaragua. 

## Usos
La corteza es usada como tinte y su látex anaranjado es usado como remedio para el dolor de muelas.
Esta planta se.debe tomar para algún enfermedad.

## Taxonomía
El género  fue descrito por Carlos Linneo y publicado en Species Plantarum 1: 505. 1753. La especie tipo es: Bocconia frutescens L.	
Etimología
Bocconia: nombre genérico otorgado en honor del monje y botánico italiano Paolo Boccone (1633-1703).

## Especies
- Bocconia arborea S.Watson
- Bocconia frutescens L.
- Bocconia glaucifolia Hutch.
- Bocconia gracilis Hutch.
- Bocconia hintoniorum B.L.Turner
- Bocconia integrifolia Bonpl.
- Bocconia latisepala S.Watson
- Bocconia macbrideana Standl.
- Bocconia oblanceolata Lundell
- Bocconia pubibractea Hutch.
- Bocconia vulcanica Donn.Sm.